# Абашево (Нижньогородська область)
Абашево (рос. Абашево) — присілок в Вознесенському районі Нижньогородської області Російської Федерації.
Населення становить 41 особу. Входить до складу муніципального утворення Бутаковська сільрада.

## Історія
Від 2004 року входить до складу муніципального утворення Бутаковська сільрада.

## Населення
| 1999 | 2002 | 2010 |
| ---- | ---- | ---- |
| 73   | ↘61  | ↘41  |